# Чернин (Ровненская область)
Чернин (укр. Чернин) — село в Заречненской поселковой общине Варашского района Ровненской области Украины.
До 2020 года входило в Заречненский район.
Население по переписи 2001 года составляло 236 человек. Почтовый индекс — 34000. Телефонный код — 3632. Код КОАТУУ — 5622255103.